# 卢克拉
卢克拉，是尼泊爾萨加玛塔专区索卢昆布县的一个城镇。该地海拔2,860米，靠近珠穆朗玛峰，攀登珠峰者多经此地登峰。卢克拉在尼泊爾語中意为“有许多羊的地方”。卢克拉有一个小型机场：丹增-希拉瑞机场。這裡是前往珠穆朗瑪峰基地營的起點。

卢克拉
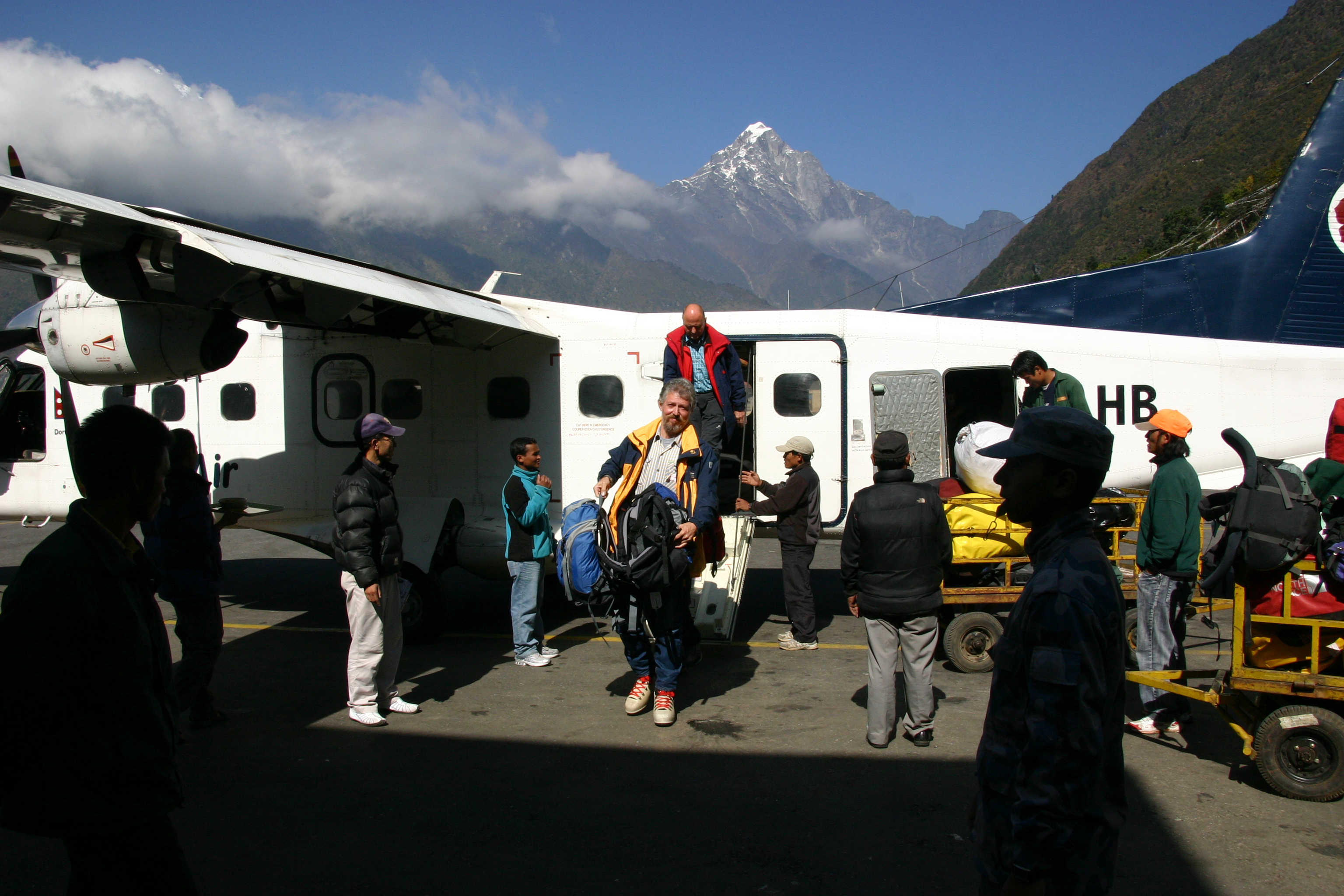
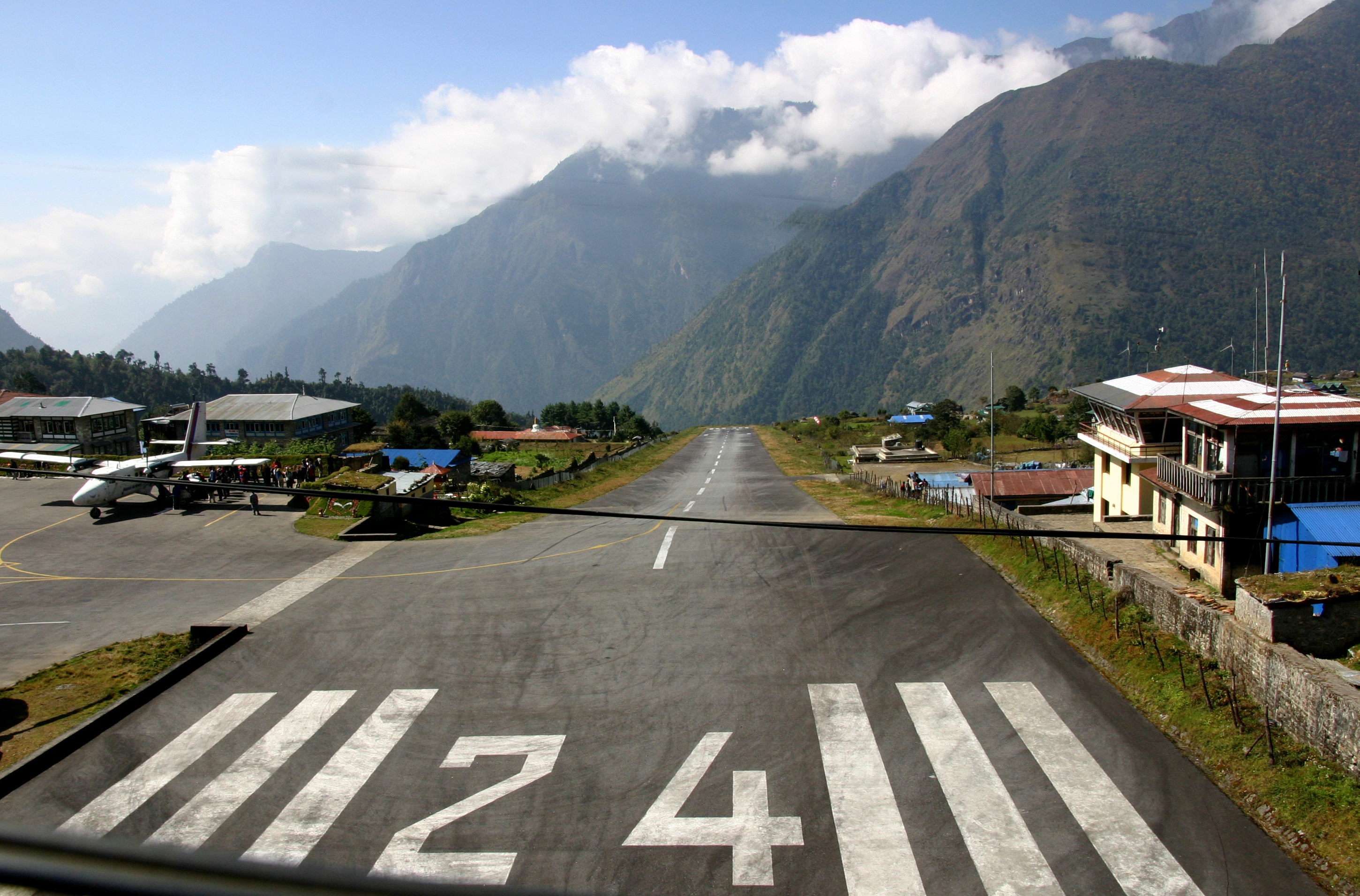
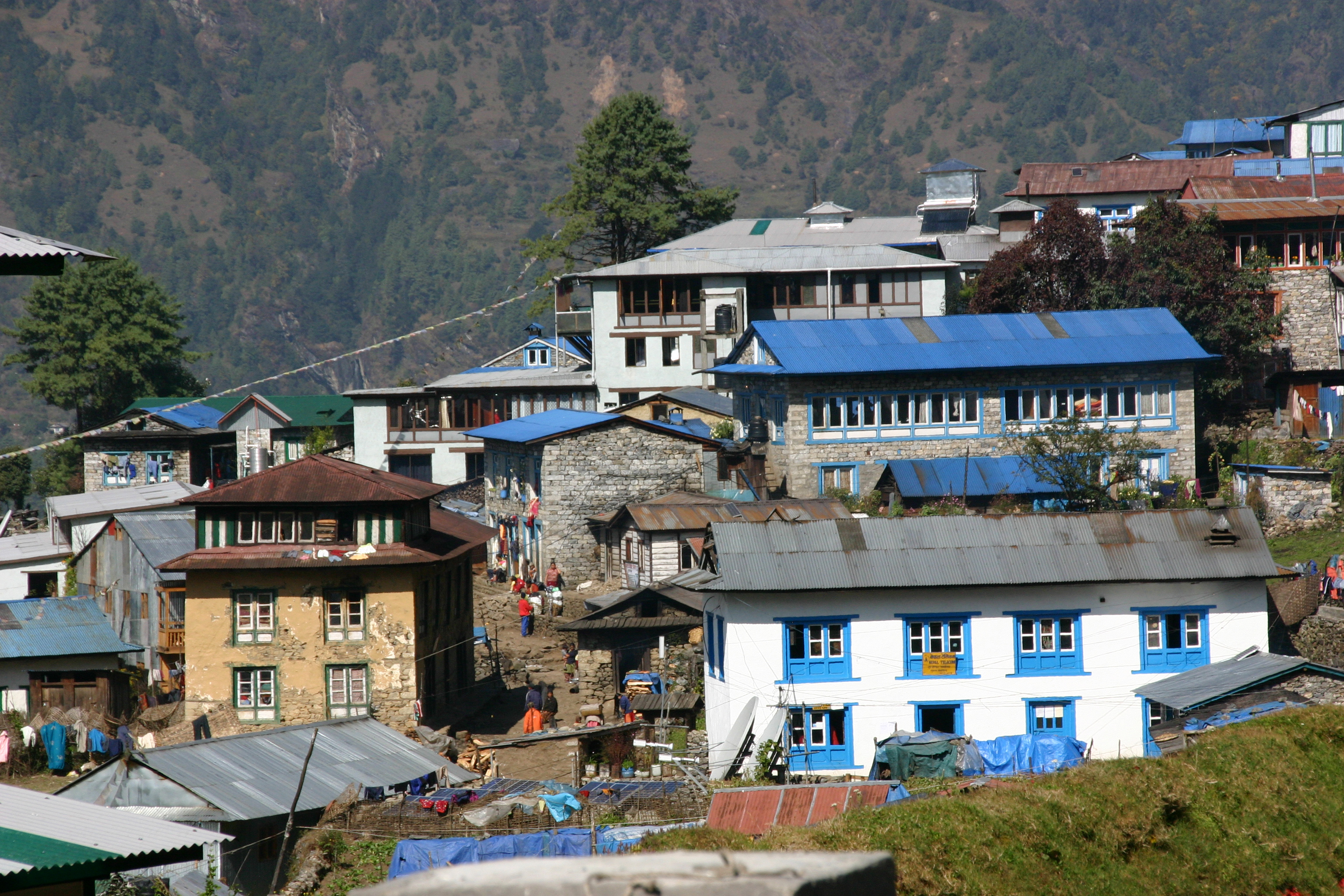
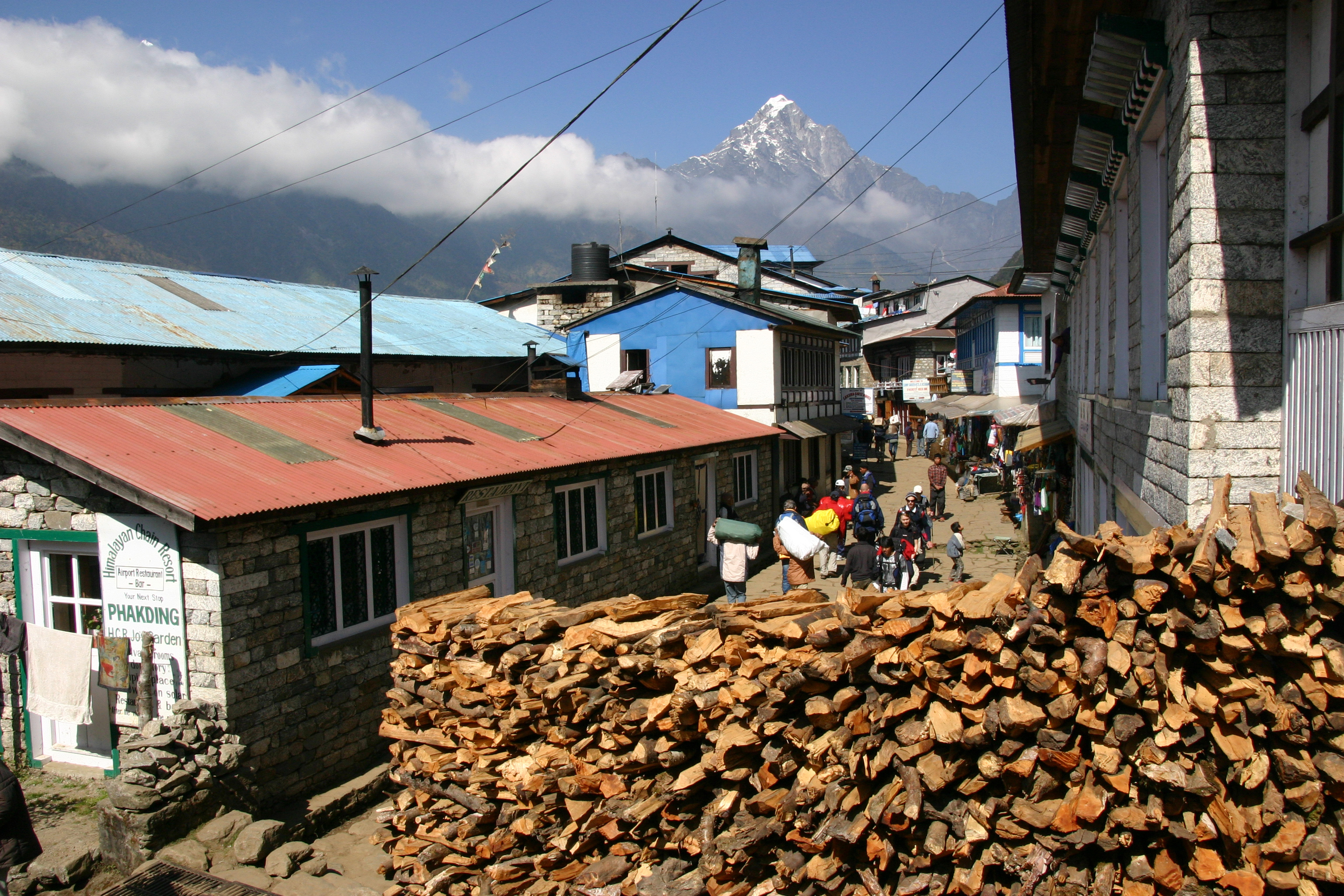
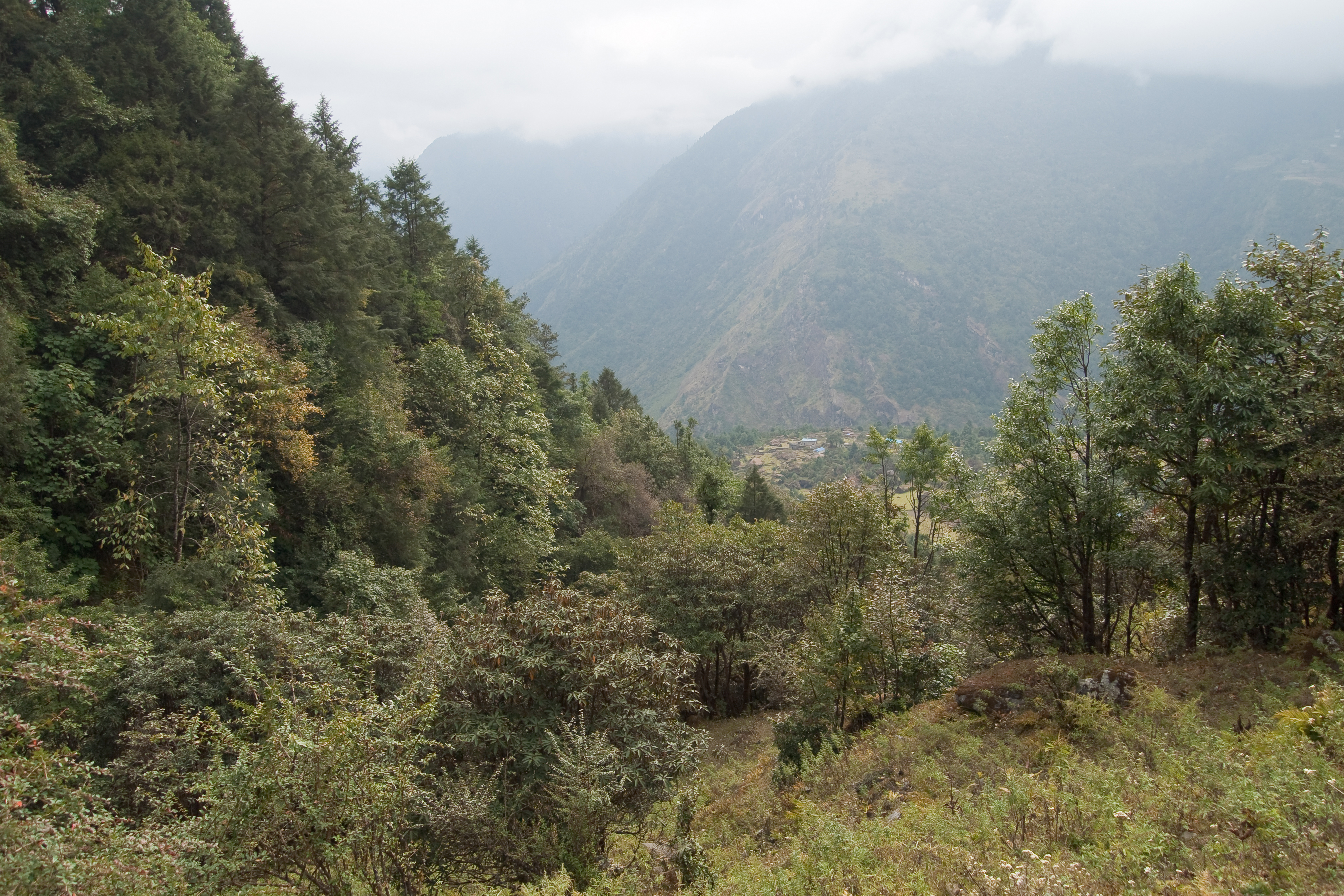
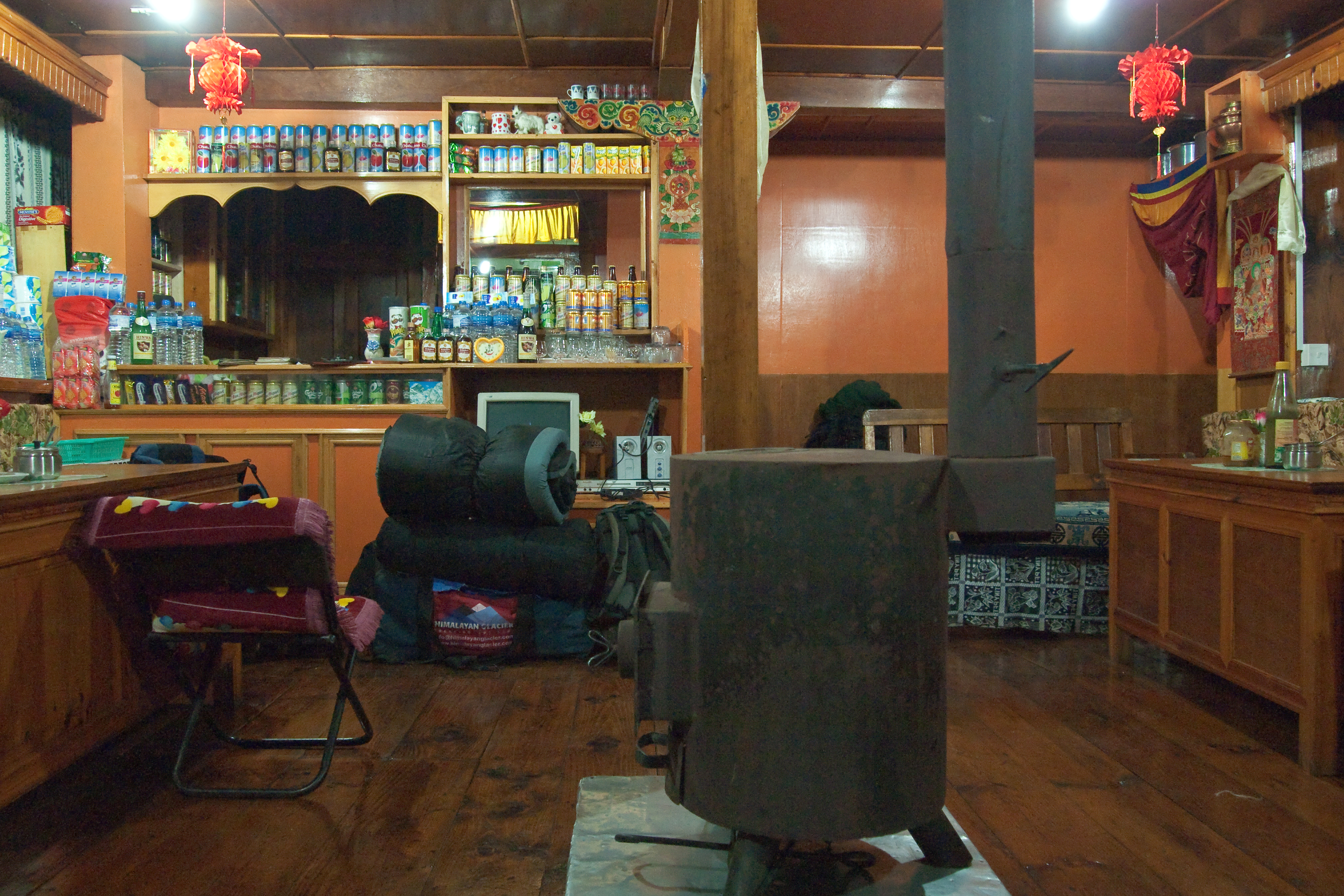
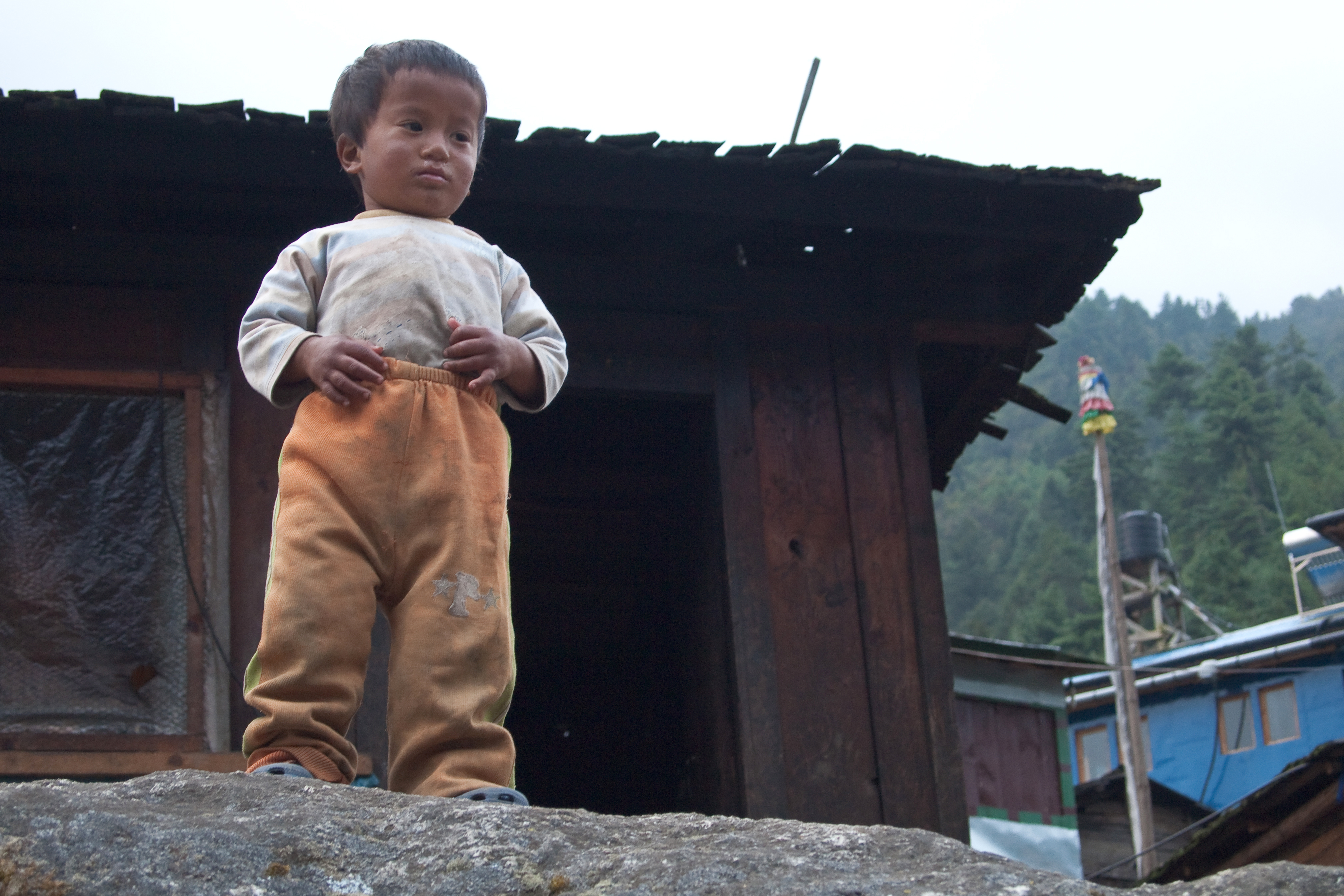